# 竜池村 (滋賀県)
竜池村（たついけむら）は滋賀県甲賀郡にあった村。現在の甲賀市甲南町の南部、杣川の左岸にあたる。

## 地理
- 河川：杣川、磯尾川、浅野川

## 歴史
- 1889年（明治22年）4月1日 - 町村制の施行により、竜法師村・磯尾村・野田村・野尻村・池田村の区域をもって発足。村名は竜法師と池田から1字ずつとって命名。
- 1943年（昭和18年）2月11日 - 寺庄町・南杣村・宮村と合併して甲南町が発足。同日竜池村廃止。

## 交通

### 道路
現在は旧村域を新名神高速道路が通過するが、当時は未開通。